# Šlehačková princezna
A Šlehačková princezna (CD változat: Šľahačková princezná; magyarul: Tejszínhab hercegnő) Pavol Hammel és a Prúdy 1973-ban, a Supraphon által kiadott nagylemeze. Katalógusszám: 1131284. 2003-ban CD-n is megjelent.

## Az album dalai

### A oldal
1. Úvod (0:36)
2. Sánkovačka (2:21)
3. Pieseň pre malé dievčatko (4:11)
4. Lipipi lumpipi rumpipi rup (3:32)
5. Zelený pa-pa-pagáj (2:37)
6. Nesiem ti biely kvet (3:01)
7. Nechceme šľahačku (4:11)

### B oldal
1. Vrabec Vševed	(2:54)
2. Biely bocian (3:31)
3. Nesiem ti biely kvet II. (2:03)
4. Tisíc zlatých brán (4:27)
5. Komu sa neľúbi, ten nech si zatrúbi (3:32)
6. Pieseň spod klobúka (2:10)
7. Pieseň z cukrárne (1:10)